# Mariella Agois
María Gabriela Agois Banchero, más conocida como Mariella Agois, (Lima, 5 de abril de 1956 - Lima, 21 de enero de 2024) fue una fotógrafa y pintora peruana cuya obra, por sus características técnicas, temáticas y metodológicas, puede ser ubicada dentro de la producción de un conjunto de artistas que asumieron la condición posmoderna. Es reconocida por haber sido parte de la Asociación Cultural Secuencia, una agrupación conformada por un grupo de fotógrafos que renovaron el canon fotográfico moderno en el Perú a finales de la década del setenta del siglo XX.

## Educación
Agois se inició en la fotografía en 1975 como alumna de Fernando La Rosa. Perteneció, entre 1977 y 1980, a la Asociación Cultural Secuencia, conocida por estar dedicada a la exhibicón, discusión e investigación de la fotografía artística en el Perú, y por difundir el trabajo de Martín Chambi en Lima. En 1976 asiste y participa en los reconocidos talleres de verano de Apeiron, en Nueva York, los que convocaban a los mejores fotógrafos norteamericanos de la época. Entre 1985 y 1987 estudia la carrera de Bellas Artes en el Instituto de Arte de Chicago (Estados Unidos) y un máster en la misma institución, lugar en el cual se decantaría por el oficio pictórico. En ese tiempo trabajó en el archivo fotográfico del Museo de Arte Contemporáneo de la ciudad estadounidense (1985-1986).

## Obra fotográfica
A nivel fotográfico, Agois ha abordado temáticas que discuten asuntos relacionados al género y la sociedad. Su primera participación en una exposición fotográfica se llevó a cabo en 1976 en la muestra colectiva Imagenx10 en la Galería del Banco Continental (Lima). Esta exposición fue promovida por su maestro y mentor Fernando La Rosa, siendo esta una de las primeras experiencias grupales en torno al desarrollo de la fotografía modernista en Lima. Esta experiencia fue el germen que dio pie a la creación de la Asociación Cultural Secuencia, institución a la que Mariella Agois perteneció. Sus fotografías se han expuesto en Perú, España, Estados Unidos, Australia, Bélgica, Uruguay y México.

### Transformaciones (1977)
Esta exposición, considerada como su primera muestra individual, fue realizada en la Fotogalería Secuencia, espacio de difusión fotográfica perteneciente a la Asociación Cultural Secuencia. En ella presentó un conjunto de fotografías, a manera de composiciones sintéticas, que mostraban un grupo de cuerpos que perdían la forma por medio del agua de una piscina. Estas imágenes realizadas en clave abstracta, pueden, según el fotógrafo Juan Enrique Bedoya, recordarnos a la conocida fotografía de André Kertész "Underwater Swimmer" de 1917.

### Serie Chorrillos (1978-1980)
La serie Chorrillos es un conjunto de fotografías emblemáticas dentro del movimiento fotográfico peruano contemporáneo por el uso de la cámara una cámara de juguete Diana. Esta sería un regalo de parte de la joven fotógrafa norteamericana Lauren Shawn, con la que trabó amistad un año antes tras su paso por los talleres de verano de Apeiron en Nueva York. Por sus características, este conjunto de fotografías puso en cuestión ciertos cánones de la fotografía modernista que apelaba a una excelencia técnica y estética como referencia de su valor artístico. El trabajo, que consistió en el registro de la topografía y la realización de una serie de retratos realizados las playas limeñas entre finales de 1970 y comienzos de 1980, muestran un compromiso con su entorno social por medio de una propuesta que fusionaba lo onírico, lo metafórico y lo descriptivo desde una visión intimista y popular. La primera versión de este trabajo fue presentado en el año 1981 en la Galería La rama dorada de la ciudad de Lima.

## Obra pictórica
Agois comenzó a trabajar en el ámbito de la pintura a partir de 1980 y se ha destacado por utilizar referentes de origen artesanal, orgánico y cercanos a la cultura precolombina, aunque sin dejar de lado la búsqueda de cualidades contemporáneas como el lenguaje digital. En la segunda mitad de los noventa, la artista profundizó en su relación con el signo como lo demuestran las obras Tanto tienes tanto vales y La vida da muchas vueltas.
Además, según expertos como Jorge Villacorta, la artista ha indagado en la abstracción y su trabajo ha impactado por presentar figuras extendidas como redes o circuitos armados que sugieren dimensiones espaciales.
Su obra se ha expuesto individualmente en Miami (2012, Arévalo Gallery) y Lima (Galería Lucía de la Puente, La Culpable y el Instituto Cultural Peruano Norteamericano). A nivel colectivo ha participado en muestras en Colombia, Brasil, Chile, Australia y España.